# Leichtathletik-Weltmeisterschaften 1995/800 m der Männer

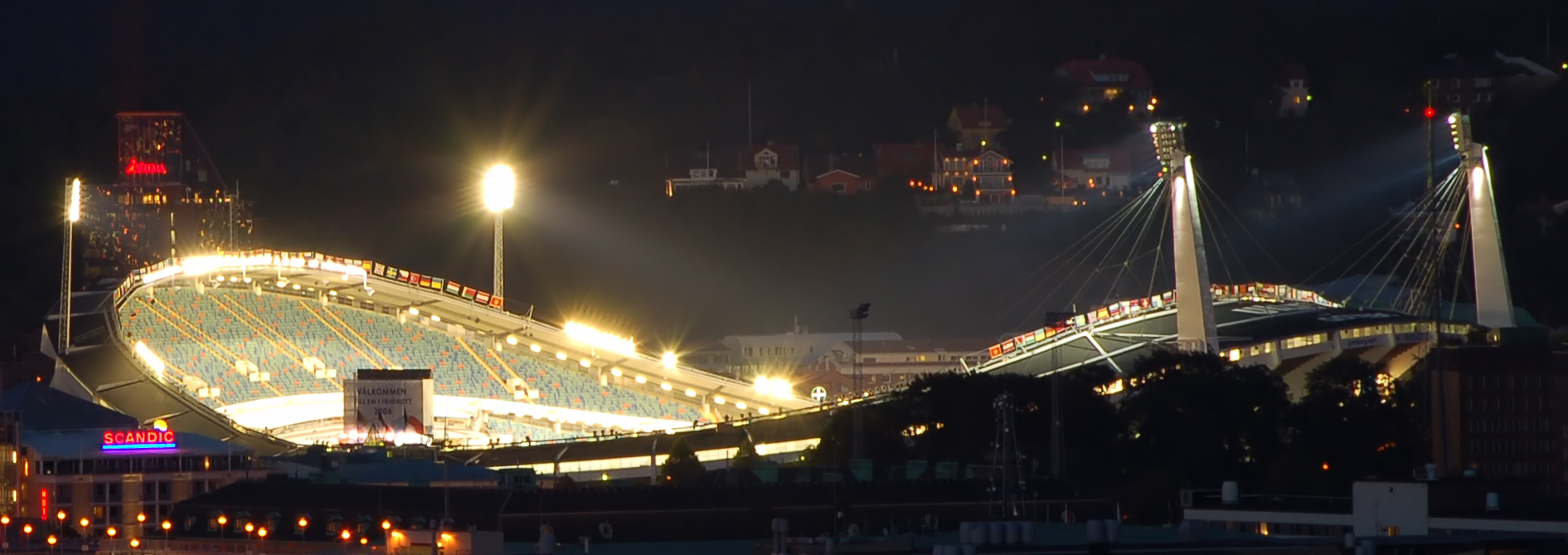
Das Göteborger Ullevi-Stadion im Jahr 2006

Der 800-Meter-Lauf der Männer bei den Leichtathletik-Weltmeisterschaften 1995 wurde vom 5. bis 8. August 1995 im Göteborger Ullevi-Stadion ausgetragen.
Seinen ersten von drei Weltmeistertiteln errang der Däne Wilson Kipketer. Er gewann vor dem Dritten der Afrikameisterschaften 1993 Arthémon Hatungimana aus Burundi. Bronze ging an den norwegischen Vizeeuropameister von 1994 Vebjørn Rodal.

## Bestehende Rekorde
| Weltrekord               | 1:41,73 min | Sebastian Coe    | Florenz, Italien        | 10. Juni 1981     |
| Weltmeisterschaftsrekord | 1:43,06 min | Billy Konchellah | WM 1987 in Rom, Italien | 1. September 1987 |

Der bestehende WM-Rekord wurde bei diesen Weltmeisterschaften weit verfehlt. Die Rennen waren ausschließlich auf ein Spurtfinish ausgerichtet. Mit der schnellsten Zeit des Wettbewerbs, erzielt im Finale, blieb Weltmeister Wilson Kipketer genau zwei Sekunden über dem acht Jahre alten WM-Rekord.

## Vorrunde
Die Vorrunde wurde in sieben Läufen durchgeführt. Die ersten beiden Athleten pro Lauf – hellblau unterlegt – sowie die darüber hinaus zwei zeitschnellsten Läufer – hellgrün unterlegt – qualifizierten sich für das Halbfinale.

### Vorlauf 1

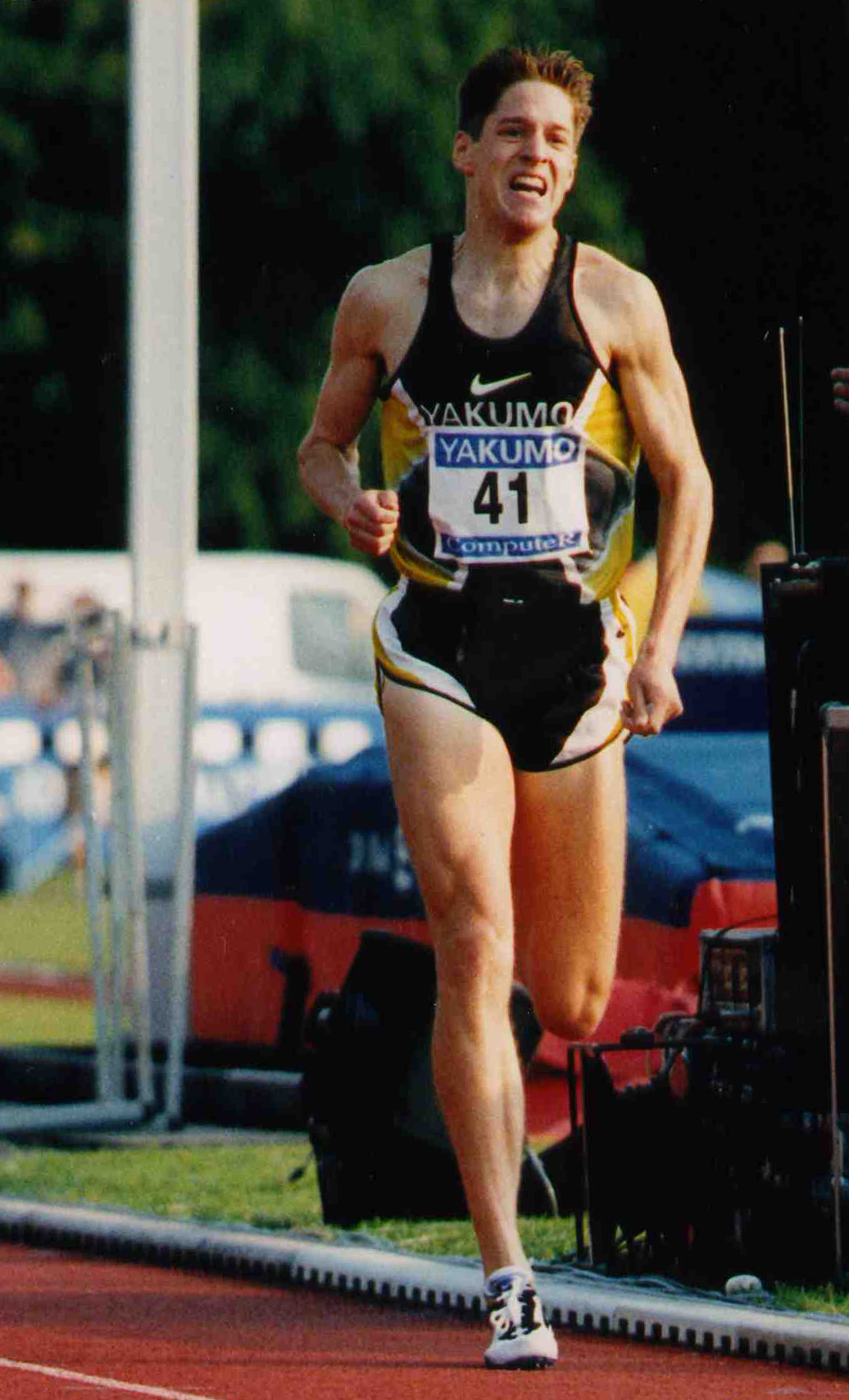
Als Fünfter seines Rennens schied Marko Koers in der Vorrunde aus

5. August 1995, 16:15 Uhr
| Platz | Name             | Nation         | Zeit (min) |
| ----- | ---------------- | -------------- | ---------- |
| 1     | Jose Parrilla    | USA            | 1:46,32    |
| 2     | Curtis Robb      | Großbritannien | 1:46,34    |
| 3     | Andrea Giocondi  | Italien        | 1:46,44    |
| 4     | Einars Tupuritis | Lettland       | 1:46,45    |
| 5     | Marko Koers      | Niederlande    | 1:46,73    |
| 6     | José Arconada    | Spanien        | 1:47,70    |
| 7     | Tavakalo Kailes  | Vanuatu        | 1:58,06    |

### Vorlauf 2
5. August 1995, 16:21 Uhr
| Platz | Name            | Nation     | Zeit (min) |
| ----- | --------------- | ---------- | ---------- |
| 1     | Philip Kibitok  | Kenia      | 1:48,45    |
| 2     | Vebjørn Rodal   | Norwegen   | 1:48,48    |
| 3     | Tomás de Teresa | Spanien    | 1:49,07    |
| 4     | Jurgens Kotzé   | Südafrika  | 1:49,40    |
| 5     | Brendan Hanigan | Australien | 1:50,25    |
| 6     | Tommy Asinga    | Suriname   | 1:51,60    |
| 7     | Michael Wildner | Österreich | 1:57,58    |

### Vorlauf 3

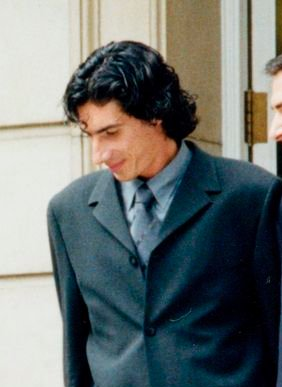
Andrés Manuel Díaz verpasste das Halbfinale als Dritter seines Vorlaufs um einen Rang

5. August 1995, 16:27 Uhr
| Platz | Name                 | Nation         | Zeit (min)                       |
| ----- | -------------------- | -------------- | -------------------------------- |
| 1     | Wilson Kipketer      | Dänemark       | 1:47,35                          |
| 2     | Arthémon Hatungimana | Burundi        | 1:47,74                          |
| 3     | Andrés Manuel Díaz   | Spanien        | 1:48,00                          |
| 4     | David Strang         | Großbritannien | 1:48,76                          |
| 5     | Babacar Niang        | Senegal        | 1:49,74                          |
| 6     | William Kimaru Serem | Kenia          | 1:50.61                          |
| DSQ   | Bekele Banbere       | Äthiopien      | IAAF Rule 163.3 – Bahnübertreten |

### Vorlauf 4
5. August 1995, 16:33 Uhr
| Platz | Name               | Nation    | Zeit (min) |
| ----- | ------------------ | --------- | ---------- |
| 1     | Hezekiél Sepeng    | Südafrika | 1:46,33    |
| 2     | Atle Douglas       | Norwegen  | 1:46,41    |
| 3     | Benyounés Lahlou   | Marokko   | 1:46,72    |
| 4     | Giuseppe D’Urso    | Italien   | 1:47,43    |
| 5     | Tomonari Ono       | Japan     | 1:48,43    |
| 6     | Ivan Komar         | Belarus   | 1:51,,36   |
| 7     | Vanxay Singbandith | Laos      | 2:00,25    |

### Vorlauf 5
5. August 1995, 16:39 Uhr
| Platz | Name                | Nation     | Zeit (min)                       |
| ----- | ------------------- | ---------- | -------------------------------- |
| 1     | Mark Everett        | USA        | 1:48,06                          |
| 2     | Davide Cadoni       | Italien    | 1:48,25                          |
| 3     | Andrei Loginow      | Russland   | 1:48,30                          |
| 4     | Pavel Soukup        | Tschechien | 1:48,32                          |
| 5     | Savieri Ngidhi      | Simbabwe   | 1:48,77                          |
| 6     | Jimmy Jean-Joseph   | Frankreich | 1:51,00                          |
| DSQ   | Dhani Ram Chaudhari | Nepal      | IAAF Rule 163.3 – Bahnübertreten |

### Vorlauf 6

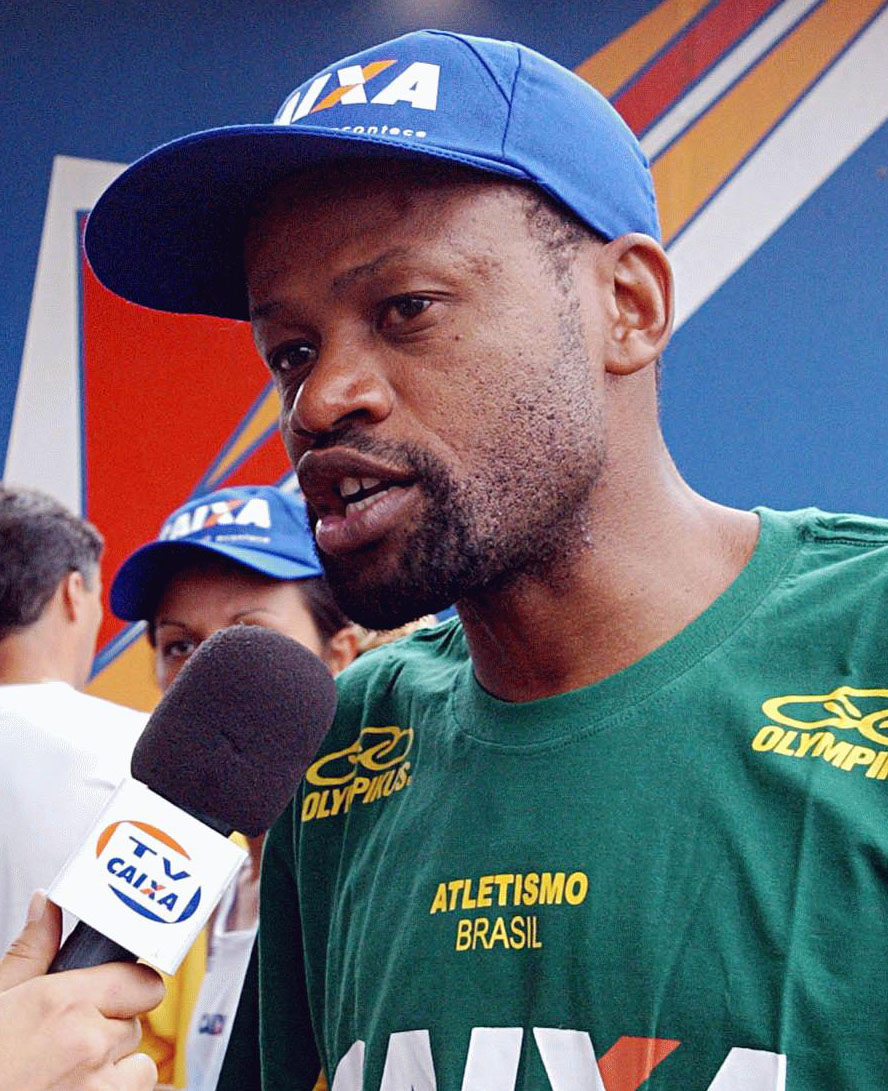
Sein dritter Rang im sechsten Vorlauf reichte José Luíz Barbosa nicht ganz zur Teilnahme am Halbfinale

5. August 1995, 16:45 Uhr
| Platz | Name                | Nation     | Zeit (min) |
| ----- | ------------------- | ---------- | ---------- |
| 1     | Brandon Rock        | USA        | 1:46,83    |
| 2     | Mahjoub Haïda       | Marokko    | 1:46,88    |
| 3     | José Luíz Barbosa   | Brasilien  | 1:47,10    |
| 4     | Frédéric Cornette   | Frankreich | 1:47,36    |
| 5     | Charles Nkazamyampi | Burundi    | 1:49,76    |
| 6     | Anwar Omar Mohammad | Jemen      | 1:58,20    |
| DNS   | Julius Achon        | Uganda     |            |

### Vorlauf 7
5. August 1995, 16:51 Uhr
| Platz | Name               | Nation      | Zeit (min) |
| ----- | ------------------ | ----------- | ---------- |
| 1     | Nico Motchebon     | Deutschland | 1:46,14    |
| 2     | Joseph Tengelei    | Kenia       | 1:46,18    |
| 3     | Bruno Konczylo     | Frankreich  | 1:46,44    |
| 4     | David Matthews     | Irland      | 1:46,52    |
| 5     | Antonio Abrantes   | Portugal    | 1:48,10    |
| 6     | Torbjörn Johansson | Schweden    | 1:48,31    |
| 7     | Mahmoud Al-Kheirat | Syrien      | 1:48,76    |

## Halbfinale
In den beiden Halbfinalläufen qualifizierten sich die jeweils ersten vier Athleten – hellblau unterlegt  für das Finale.

### Halbfinallauf 1
6. August 1995, 16:25 Uhr
| Platz | Name            | Nation         | Zeit (min) |
| ----- | --------------- | -------------- | ---------- |
| 1     | Wilson Kipketer | Dänemark       | 1:48,39    |
| 2     | Jose Parrilla   | USA            | 1:49,43    |
| 3     | Andrea Giocondi | Italien        | 1:49,45    |
| 4     | Mark Everett    | USA            | 1:49,47    |
| 5     | Hezekiél Sepeng | Südafrika      | 1:49,58    |
| 6     | Atle Douglas    | Norwegen       | 1:49,63    |
| 7     | Philip Kibitok  | Kenia          | 1:49,87    |
| 8     | Curtis Robb     | Großbritannien | 1:50,12    |

### Halbfinallauf 2
6. August 1995, 16:33 Uhr
| Platz | Name                 | Nation      | Zeit (min) |
| ----- | -------------------- | ----------- | ---------- |
| 1     | Vebjørn Rodal        | Norwegen    | 1:47,69    |
| 2     | Nico Motchebon       | Deutschland | 1:47,96    |
| 3     | Arthémon Hatungimana | Burundi     | 1:48,02    |
| 4     | Brandon Rock         | USA         | 1:48,04    |
| 5     | Bruno Konczylo       | Frankreich  | 1:48,05    |
| 6     | Mahjoub Haïda        | Marokko     | 1:48,21    |
| 7     | Joseph Tengelei      | Kenia       | 1:48,71    |
| 8     | Davide Cadoni        | Italien     | 1:53,67    |

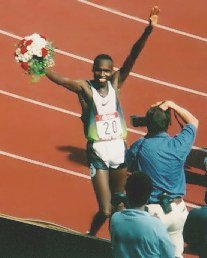
Wilson Kipketer (hier nach seinem Weltrekordlauf in Köln Jahr 1997) lief zu seinem ersten von drei WM-Titeln
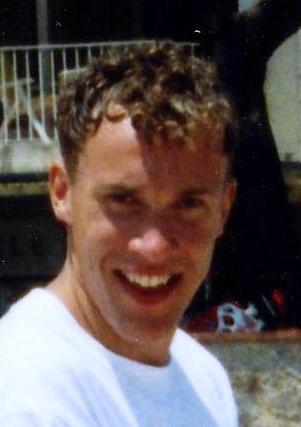
Vebjørn Rodal, 1994 Vizeeuropameister, errang Bronze – im Jahr darauf wurde er Olympiasieger

## Finale
8. August 1995, 18:10 Uhr
| Platz | Name                 | Nation      | Zeit (min) |
| ----- | -------------------- | ----------- | ---------- |
| 1     | Wilson Kipketer      | Dänemark    | 1:45,08    |
| 2     | Arthémon Hatungimana | Burundi     | 1:45,64    |
| 3     | Vebjørn Rodal        | Norwegen    | 1:45,68    |
| 4     | Nico Motchebon       | Deutschland | 1:45,97    |
| 5     | Brandon Rock         | USA         | 1:46,42    |
| 6     | Jose Parrilla        | USA         | 1:46,44    |
| 7     | Andrea Giocondi      | Italien     | 1:47,78    |
| 8     | Mark Everett         | USA         | 1:53,12    |

## Video
- 1995 World Championships 800m Final auf youtube.com, abgerufen am 24. Mai 2020